# René Gervat
René Gervat (* 1934 oder 1935; † im November 2017) war ein französischer Jazzmusiker (Tenor- und Sopransaxophon, Klarinette).

## Leben und Wirken
Gervat spielte u. a. ab den frühen 1960er-Jahren in Raymond Fonsèques Band Washboard Five  (Jazz pour Averty, 1961) und mit Errol Parker. Ab den 1980er-Jahren war er Mitglied der Ornicar Big Band unter Leitung von Philippe Laudet, zu hören auf Alben wie Mais où est donc Ornicar? (1984, mit Joe Henderson), Le retour d’Ornicar (1986), Jazz Cartoon (1989) und L’incroyable Huck! (1991). In seinen späteren Jahren arbeitete er noch mit dem Pianisten Pierre Christophe und trat im Club Caveau de la Huchette auf. Der Diskograf Tom Lord listet Gervat im Bereich des Jazz zwischen 1961 und 1996 mit sechs Aufnahmesessions, zuletzt bei Jean-Michel Proust (Harlem Nocturne).